# Johann Arzberger
Johann Arzberger (* 10. April 1778 in Arzberg (Oberfranken); † 28. Dezember 1835 in Wien) war ein österreichischer Techniker und Hochschullehrer deutscher Herkunft.

## Leben und Wirken
Johann Arzberger war Maschinendirektor der Fürstlich Salm’schen Eisenwerke von Hugo Franz Altgraf zu Salm-Reifferscheidt (1776–1836) in Mähren. 1815 wurde er auf Vorschlag von Johann Joseph Prechtl (1778–1854), Gründer des k. k. Polytechnischen Instituts in Wien, eingeladen, sich für das Fach Mechanik und Maschinenkunde um eine Lehrkanzel zu bewerben. – Am 3. Jänner 1816 wurde Arzberger das Lehramt der Praktischen Maschinenlehre verliehen, im März des Jahres übernahm er die Lehrkanzel und begann im folgenden November mit den Vorlesungen.
1816 konstruierte Arzberger zusammen mit Prechtl in Wien die erste größere Anlage für die Erzeugung von Leuchtgas aus Steinkohle und wurde damit zu einem Pionier städtischer Straßenbeleuchtung. Wien war die erste Stadt des Kontinents, die Kokereisgas zur Beleuchtung von Straßen und öffentlichen Plätzen in größerem Maßstabe zur Anwendung brachte.
Als Folge der Arbeiten über Dampf und dessen praktische Verwendung gelangte Arzberger 1820 zur Konstruktion eines Dampfwagens, der bestimmt war, sich auf gewöhnlichen Straßen ohne Benützung von Schienen zu bewegen. Der dabei verwendete Röhrenkessel war bereits 1816 am Wiener Polytechnikum eingeführt.
Die Erfahrungen, die Arzberger mit Künstlern und Handwerkern machte, veranlassten ihn, einer Aufforderung nachzukommen und unentgeltliche Sonn- und Feiertagsvorlesungen über Themen der Mechanik zu halten. Dies fand bald Nachahmung bei Mühlenbauern, Zimmerleuten und Maurern und unterstützte so früh das Prinzip der „Präparationskurse“ (gemeinnütziger Fortbildungsschulen). 
Johann Arzberger starb am 28. Dezember 1835 auf der Wieden Nr. 54 (heute Paniglgasse 1–3) am Schlagfluss. Er wurde auf dem Matzleinsdorfer Friedhof bestattet.
Arzberger war (ab 1817) in erster Ehe mit Magdalena Holzmann († 1825) verheiratet; der Verbindung entstammte eine Tochter, Ernestine. Der 1826 mit Wilhelmine Josefa von Schwind, einer Schwester Moritz von Schwinds, eingegangenen zweiten Ehe entsprangen als Nachkommen Moritz (1827–1892), Friedrich (* 1833; † 1905 in Rindbach bei Ebensee) sowie Auguste.
1907 wurde in Wien-Hernals (17. Gemeindebezirk) die Arzbergergasse im Gedenken an Arzberger als Mitbegründer des Polytechnischen Instituts benannt.

## Schriften
- Darstellung des Gesetzes der Elastizität der Wasserdämpfe, und Beschreibung der über diesen Gegenstand im polytechnischen Institute angestellten Versuche. In: Johann Joseph Prechtl (Hrsg.): Jahrbücher des kaiserlichen königlichen polytechnischen Institutes in Wien. Band 1.1819, ZDB-ID 217840-0. Gerold, Wien 1819, S. 144–159. — Volltext online.
- Beschreibung des im kaiserl. königl. polytechnischen Institute befindlichen Comparators, als Normalmaßes der Wiener Klafter. In: Johann Joseph Prechtl (Hrsg.): Jahrbücher des kaiserlichen königlichen polytechnischen Institutes in Wien. Band 2.1820, ZDB-ID 217840-0. Gerold, Wien 1820, S. XXVI–XXXII. — Volltext online.
- Vergleichung der Unterhaltungskosten der Pferde für den Schiffzug mit den Kosten der Feuerung einer Dampfmaschine zum Forttreiben desselben Schiffes mittelst Ruderrädern, und der in beiden Fällen erforderlichen Zeit zur Fahrt auf der Donau stromaufwärts von Ofen bis Wien. In: Johann Joseph Prechtl (Hrsg.): Jahrbücher des kaiserlichen königlichen polytechnischen Institutes in Wien. Band 11.1827, ZDB-ID 217840-0. Gerold, Wien 1827, S. 36–56. — Volltext online.
- Über den Schiffzug stromaufwärts durch Wasserräder, welche auf dem Schiffe selbst angebracht sind. In: Johann Joseph Prechtl (Hrsg.): Jahrbücher des kaiserlichen königlichen polytechnischen Institutes in Wien. Band 14.1829, ZDB-ID 217840-0. Gerold, Wien 1829, S. 44–61. — Volltext online.
- Über ein mechanisches Mittel, geschlossene Räume zu erwärmen oder auf gleicher Temperatur zu erhalten. In: Johann Joseph Prechtl (Hrsg.): Jahrbücher des kaiserlichen königlichen polytechnischen Institutes in Wien. Band 17.1832, ZDB-ID 217840-0. Gerold, Wien 1832, S. 1–12. — Volltext online.